# Dorfkirche Werbelow

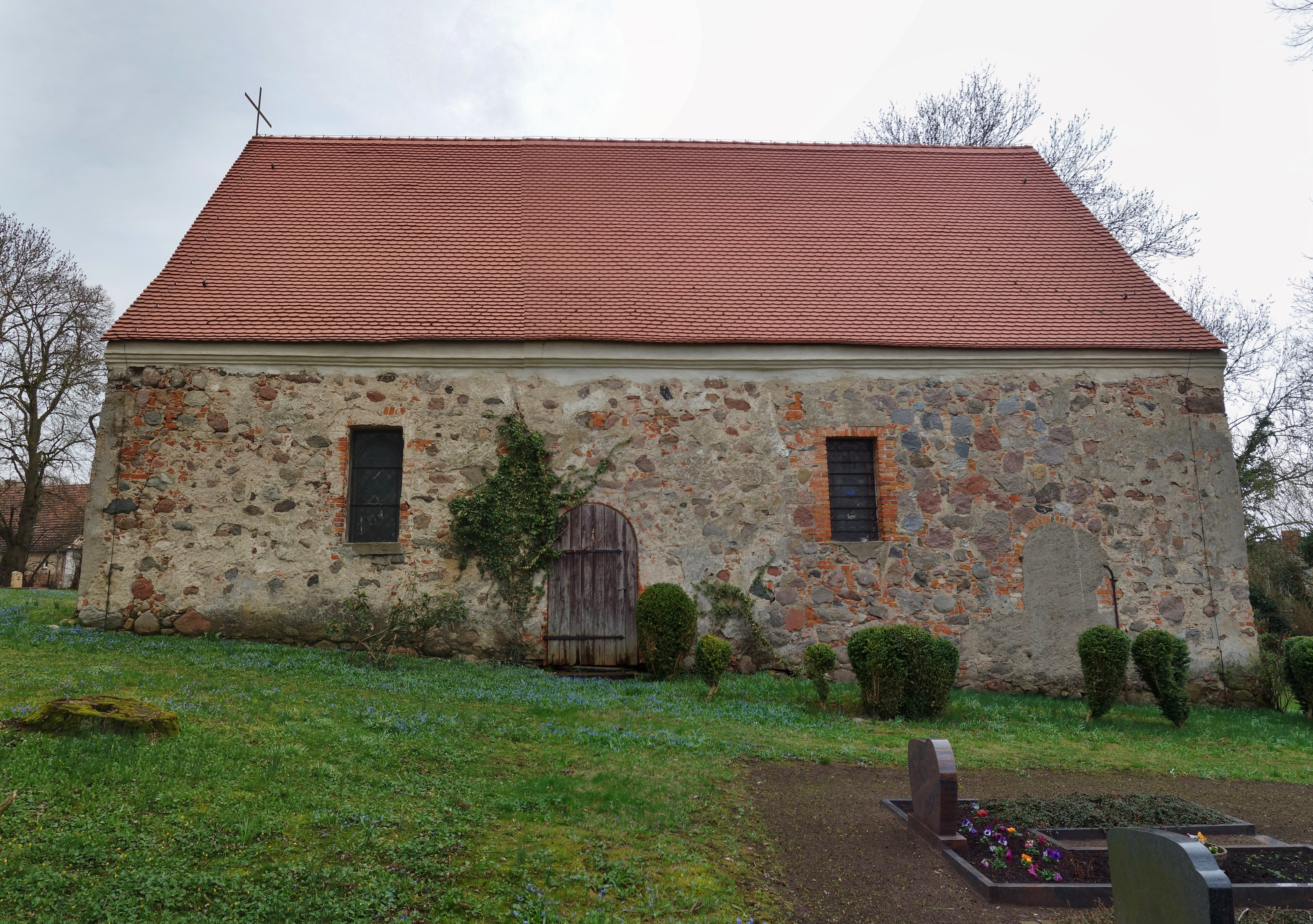
Dorfkirche Werbelow

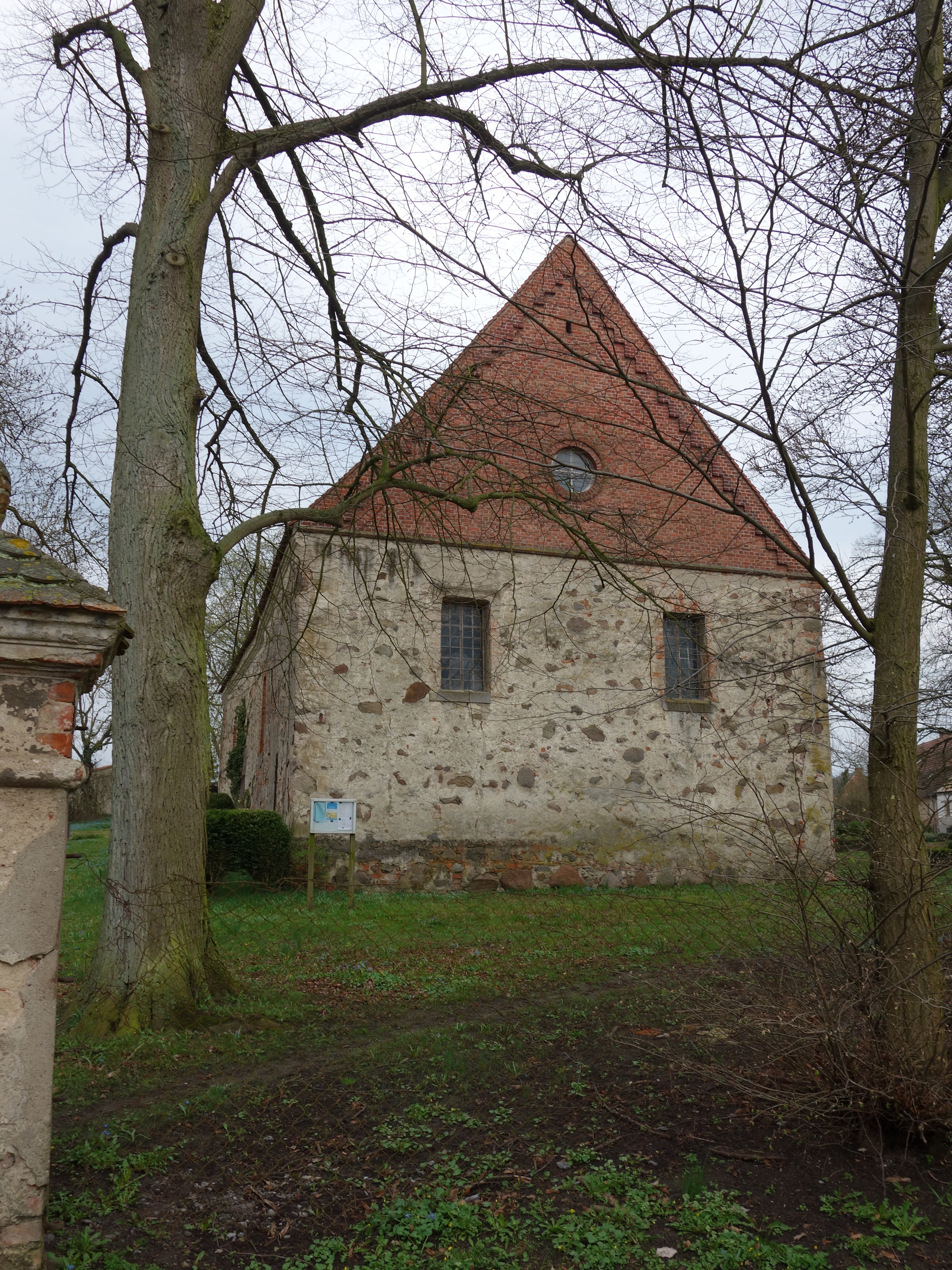
Ostansicht

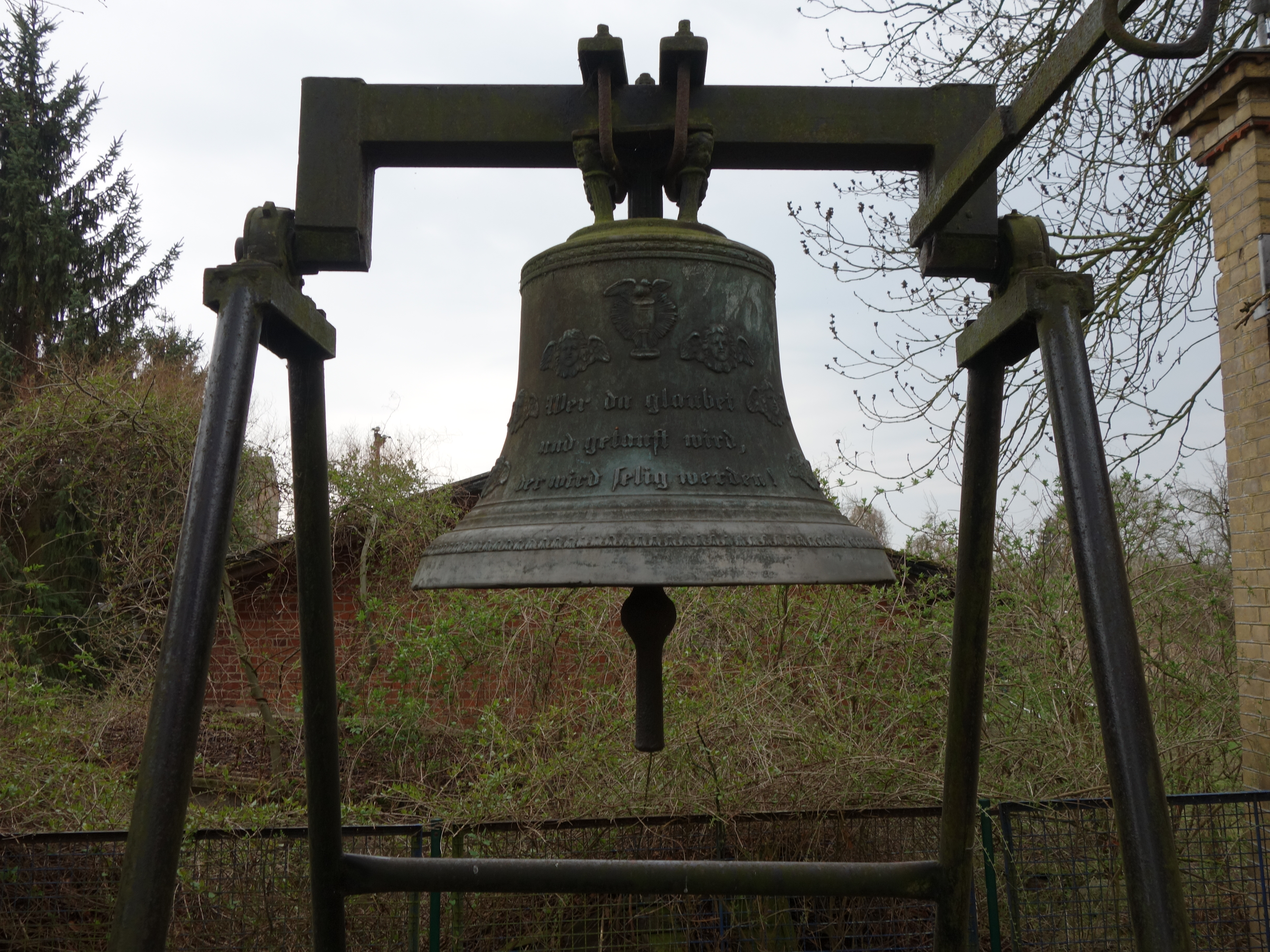
Glocke

Die evangelische Dorfkirche Werbelow ist eine turmlose, frühneuzeitliche Saalkirche im Gemeindeteil Werbelow von Trebenow (Gemeinde Uckerland) im Landkreis Uckermark in Brandenburg. Sie gehört zur Kirchengemeinde Hetzdorf in der Propstei Pasewalk (Pommerscher Evangelischer Kirchenkreis) der Evangelisch-Lutherischen Kirche in Norddeutschland.

## Geschichte und Architektur
Die Kirche ist ein verputzter Rechtecksaal aus einem Mischmauerwerk aus Feldstein und Backstein aus dem Jahr 1585. Auf Teilflächen ist Renaissanceputz mit feiner Fensterrahmung erhalten. Der Ostgiebel wurde im 19. Jahrhundert, der Westgiebel 1973 erneuert; die Stichbogenfenster wurden im 19. Jahrhundert außen begradigt. Innen schließt eine Holzdecke auf Längsbalken den Raum ab, die von einer zentralen Stütze getragen wird.

## Ausstattung
Das Hauptstück der Ausstattung ist ein hölzerner, grau gefasster Altaraufsatz aus der Bauzeit; der dreigeschossige Aufbau mit kannelierten Säulen und qualitätvollen Gemälden zeigt in der Predella das Abendmahl, im Hauptgeschoss eine Kreuzigungsszene, seitlich die Evangelisten, im Aufsatz die Auferstehung und in den Seitenfeldern Petrus und Paulus. Die hölzerne Kanzel mit Ecksäulchen entstand gleichzeitig, die Rückwand und der Pfarrstuhl im Jahr 1721. Ein Sandsteinepitaph für Joachim von Barch (Berg, † 1605) ist signiert „Rudolf Stockmann von Antorf“ (vermutlich Antwerpen) und mit der lebensgroßen Skulptur des Verstorbenen in Rüstung gerahmt von Putten, Engelshermen, Wappen und Rollwerkdekor versehen; im kleinen Aufsatz ist ein Kreuzigungsrelief zu sehen. Ein Grabstein für Adam von Berg († 1581) ist mit Relieffigur des Verstorbenen in flacher Rundbogennische und seitlichen Wappenreihen geschmückt. Ein Epitaph für H. F. von Arnim († 1859) aus Eisenkunstguss und eine Gedenktafel für die Gefallenen der Befreiungskriege 1813/1815 sind weiter zu erwähnen.
Die Westempore mit einem neugotischen Orgelprospekt in der Brüstung ist ein Werk aus der zweiten Hälfte des 19. Jahrhunderts. Die Orgel ist ein Werk der Gebrüder Dinse aus der Zeit um 1865 mit acht Registern auf einem Manual und Pedal. Das Instrument wurde beschädigt und ist unspielbar. (Stand 2020)
Auf dem Kirchhof befindet sich auch das Mausoleum für J. F. Flügge von 1875, ein schlichtes neugotisches Bauwerk aus gelbem Backstein. Ein eiserner Glockenträger auf dem Kirchhof trägt eine Glocke aus dem Jahr 1934.